# Franz Porten
Pour les articles homonymes, voir Porten.
Franz Porten (né le 23 août 1859 à Zeltingen-Rachtig et mort le 21 mai 1932  à Berlin) est un acteur et un réalisateur allemand.

## Biographie
C'est le père de l'actrice Henny Porten et de la scénariste Rosa Porten.
Franz Porten vient du théâtre de Magdebourg.

## Filmographie

### Acteur

#### Courts-métrages
- 1906 : Tannhäuser
- 1907 : Behüt dich Gott
- 1907 : Der Trompeter von Säckingen
- 1908 : Der Bettelstudent
- 1908 : Othello
- 1910 : Lohengrin

### Réalisateur

#### Cinéma
- 1909 : Zu Mantua in Banden
- 1914 : Theodor Körner (de)
- 1916 : Tyrannenherrschaft
- 1918 : Der Trompeter von Säckingen
- 1918 : Erste Liebe
- 1919 : Das Geheimnis der Wera Baranska
- 1924 : Deutsche Helden in schwerer Zeit

#### Courts-métrages
- 1906 : Meißner Porzellan
- 1906 : Tannhäuser
- 1907 : Behüt dich Gott
- 1907 : Der Trompeter von Säckingen
- 1908 : Der Bettelstudent
- 1908 : Der Freischütz
- 1908 : Desdemona
- 1908 : Funiculi Funicula
- 1908 : Othello
- 1908 : Schaukellied
- 1909 : Andreas Hopfers Tod
- 1909 : Der Brief an den lieben Gott
- 1909 : Die kleine Baroness
- 1909 : Herbstmanöver: Kußlied
- 1909 : Herzensdieb
- 1909 : Kerkerszene aus 'Faust'
- 1909 : Margarete
- 1909 : Sehnsucht
- 1909 : Spinnlied
- 1909 : Stolzenfels am Rhein
- 1910 : Das Geheimnis der Toten
- 1910 : Die kitzlige Jungfrau
- 1910 : Im Fasching
- 1910 : Linda von Chamonix
- 1910 : Lohengrin
- 1910 : Weh dass wir Scheiden Müssen
- 1911 : Karl der Große
- 1913 : Aus Deutschlands Ruhmestagen 1870/71
- 1913 : Der Film von der Königin Luise - 1. Abteilung: Die Märtyrerin auf dem Königsthron
- 1913 : Der Film von der Königin Luise - 2. Abteilung: Aus Preußens schwerer Zeit
- 1913 : Der Film von der Königin Luise - 3. Abteilung: Die Königin der Schmerzen
- 1916 : Das Geschenk der Norne
- 1917 : Fräulein Julchen
- 1919 : Frech gewagt ist halb gewonnen

### Scénariste

#### Cinéma
- 1914 : Theodor Körner (de)
- 1918 : Der Trompeter von Säckingen

#### Courts-métrages
- 1913 : Aus Deutschlands Ruhmestagen 1870/71
- 1913 : Der Film von der Königin Luise - 1. Abteilung: Die Märtyrerin auf dem Königsthron
- 1913 : Der Film von der Königin Luise - 2. Abteilung: Aus Preußens schwerer Zeit
- 1913 : Der Film von der Königin Luise - 3. Abteilung: Die Königin der Schmerzen